# 阿尔巴尼亚武装部队
阿尔巴尼亚武装部队（缩写为FASH）是阿尔巴尼亚自1912年独立之后组织的正规军事部门，其最高指挥为阿尔巴尼亚总参谋部，总参谋部之下则是陆军司令部、海军司令部、防空司令部、后勤部以及训练和教学部。

## 历史
1939年4月7日，意大利墨索里尼政权的军队侵占阿尔巴尼亚。1941年12月，阿尔巴尼亚共产党建立了城市战斗小组。1942年8月，阿共武装开始接受苏联的军事援助。1943年7月10日，民族解放军总司令部成立。1944年5月28日起实行军衔制。1944年10月5日，民族解放军突击第5旅全部越过阿南国界在科索沃与纳粹德军作战。1944年10月20日，突击第3旅也进入科索沃境内战斗，并由民族解放军第1军政委希斯尼卡博指挥，切断了尼什德军从塞拉尼克撤向萨拉热窝的退路。1944年11月17日解放首都地拉那，11月19日解放全国，这一天被定为“反法西斯日”。1944年12月，民族解放军2个师北上出境参与了解放黑山、桑扎克和波斯尼亚南部。二战时阿尔巴尼亚人口约100万人，牺牲了包括由意大利起义者组成的葛兰西营在内的28000人，拖住了至少15个意大利师和德国师。
1947年7月10日，民族解放军改称阿尔巴尼亚人民军，这天成为建军节。最高军事决策机构是党中央国防委员会，国防部是全军最高作战指挥机构。1955年5月参加华沙条约组织，1961年8月起停止参加华约任何活动。1966年3月7日取消军衔。1968年9月退出华约。
1974年发生巴卢库事件，部长会议副主席兼国防部长、党中央政治局委员贝基尔·巴卢库、国防部第一副部长兼总参谋长、党中央政治局候补委员佩特里特·杜米，人民军政治部主任希托·恰科被撤职。

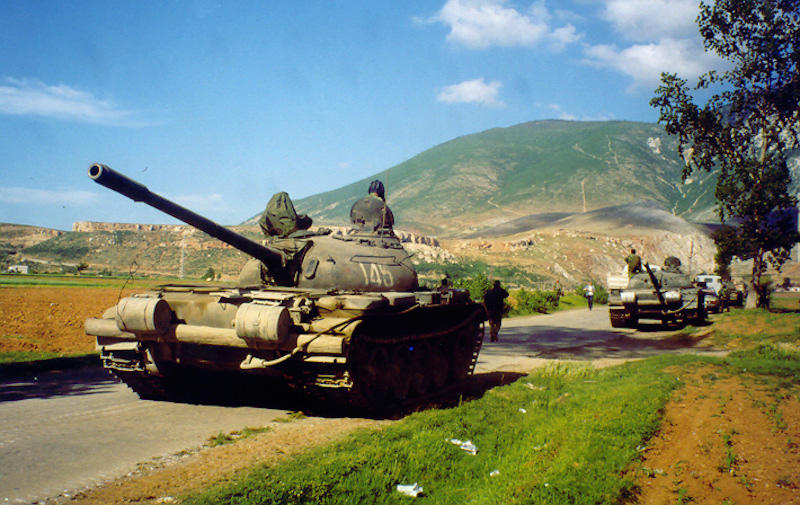
T-59戰車
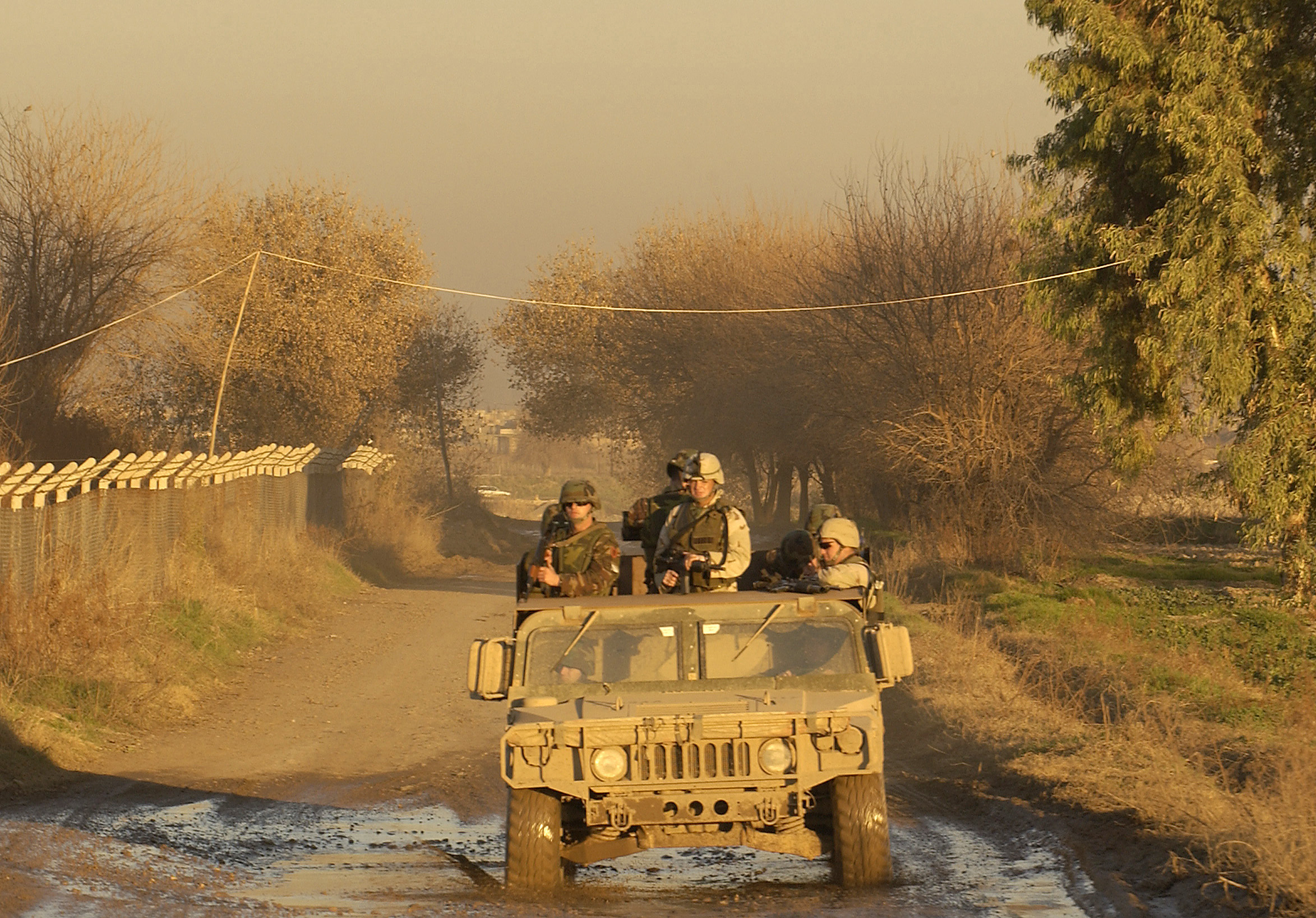
2005出兵伊拉克支援美國
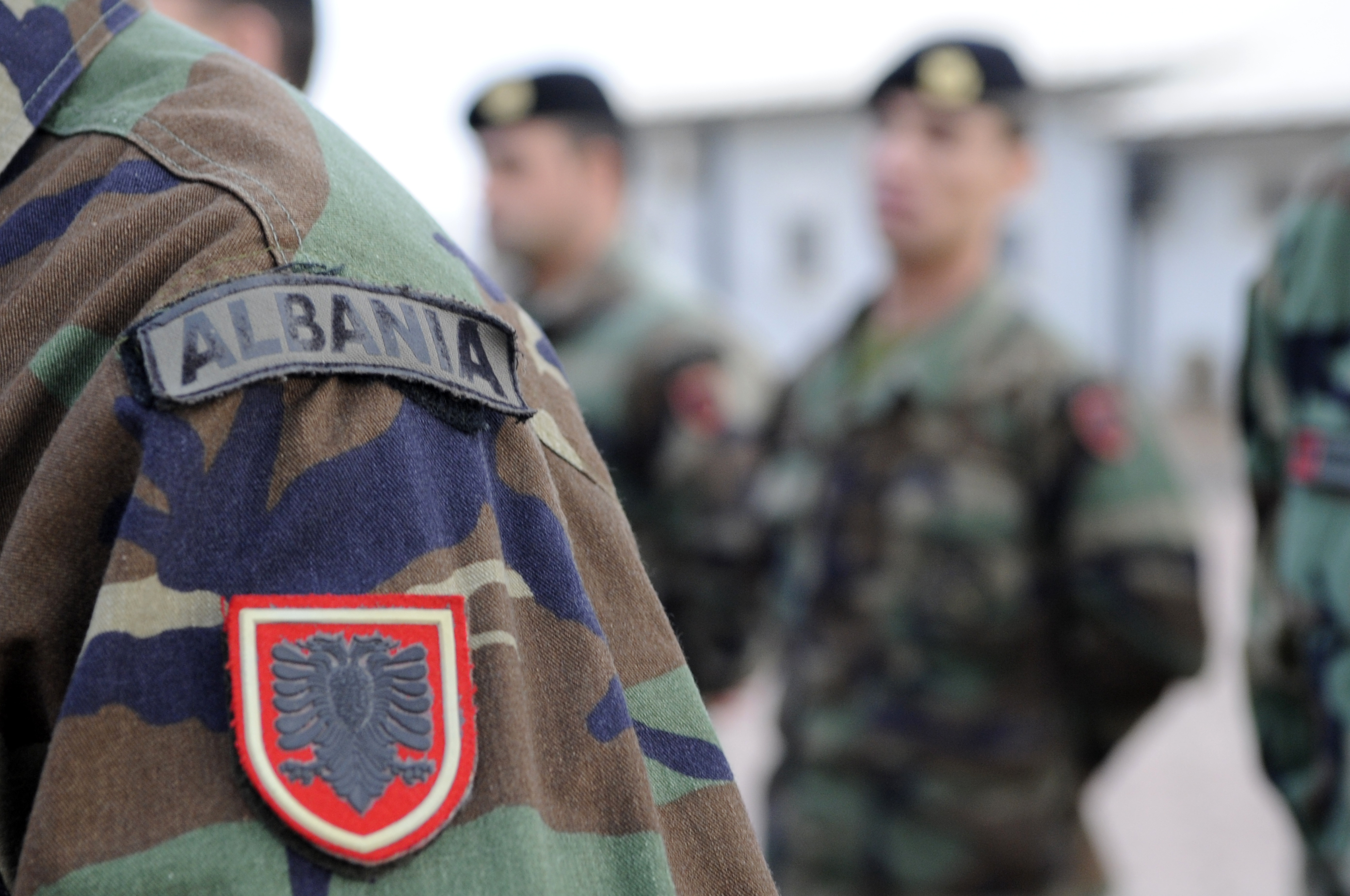
阿爾巴尼亞陸軍
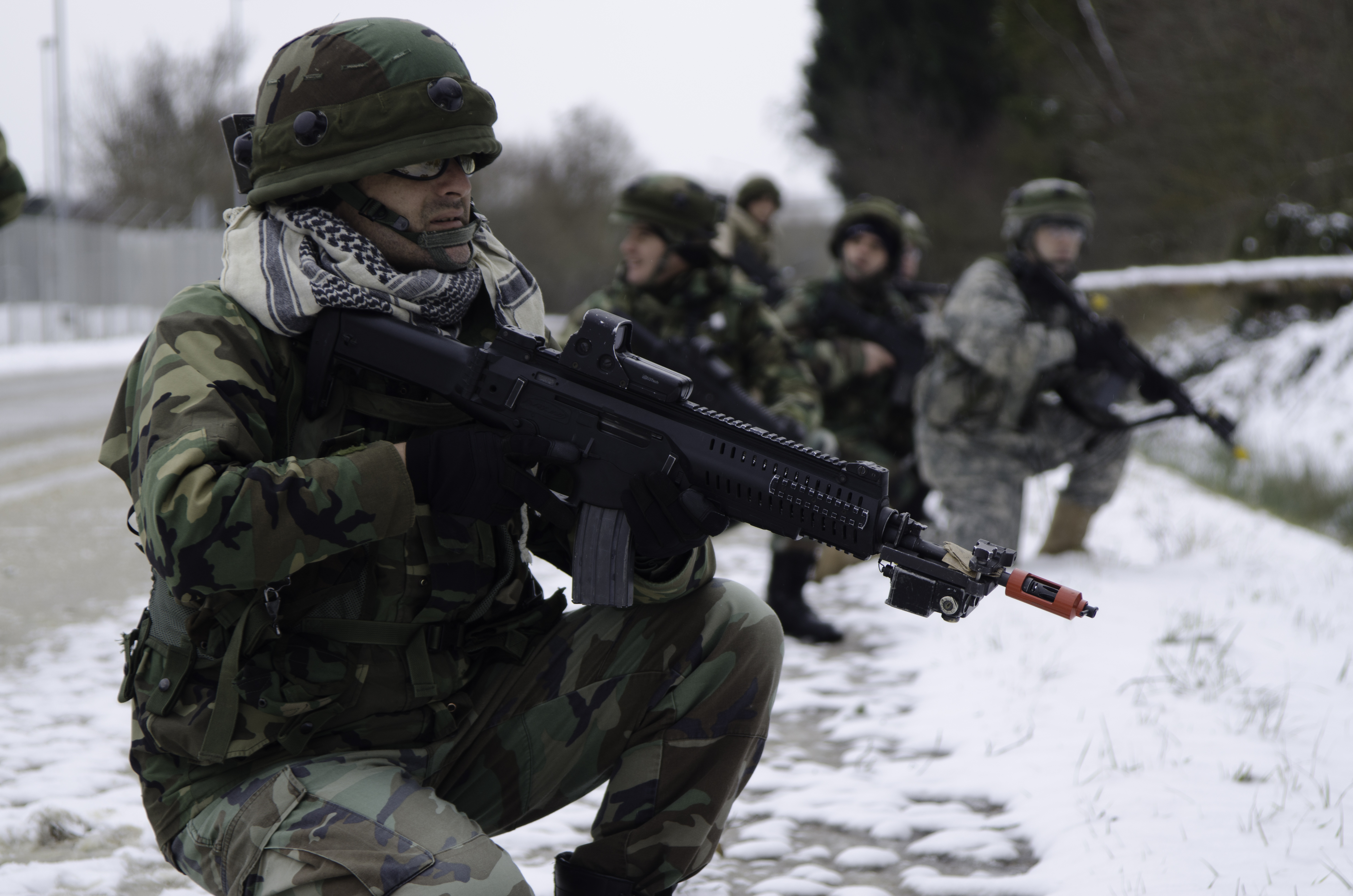
與北約軍演
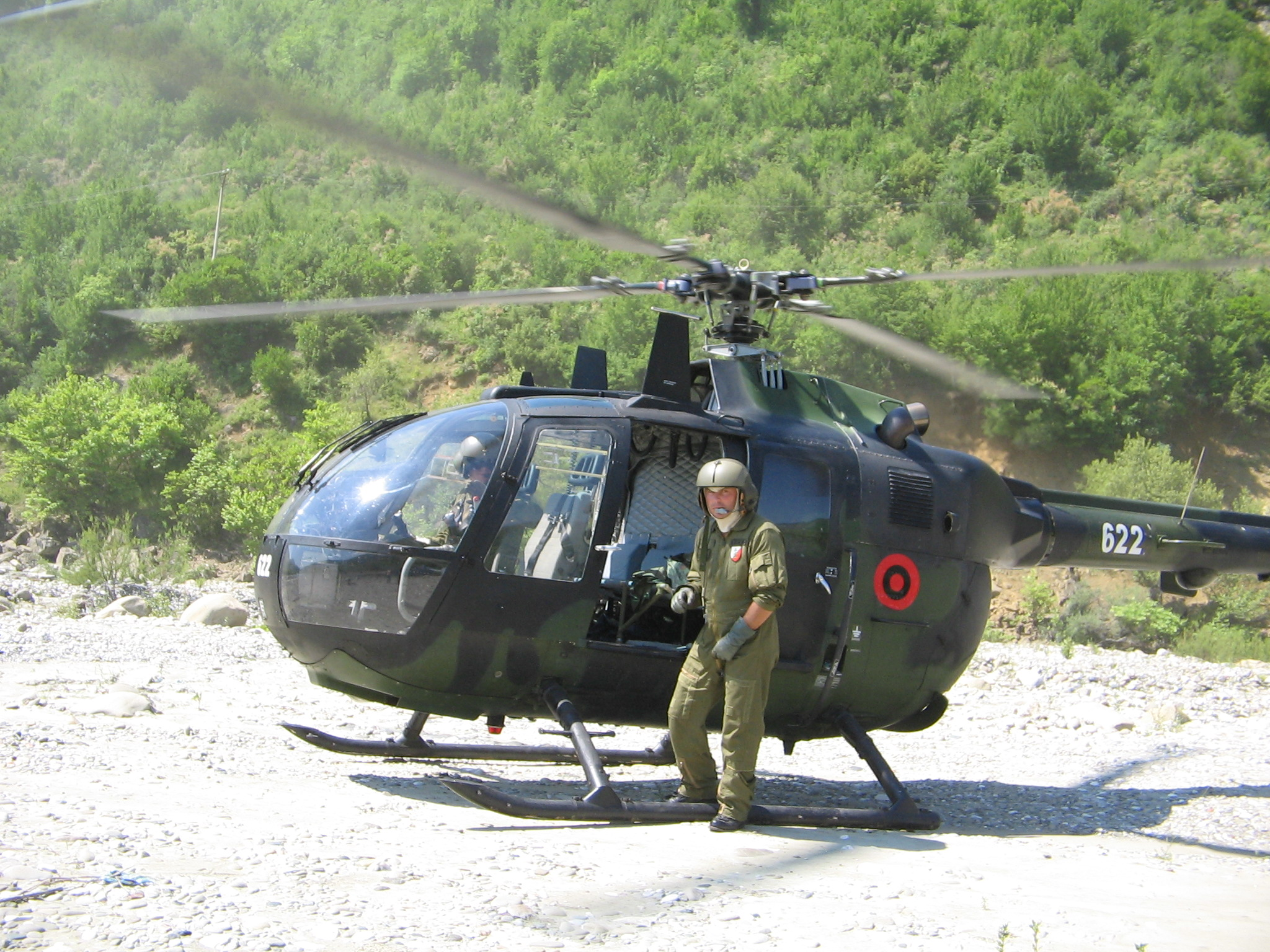
BO-105直升機
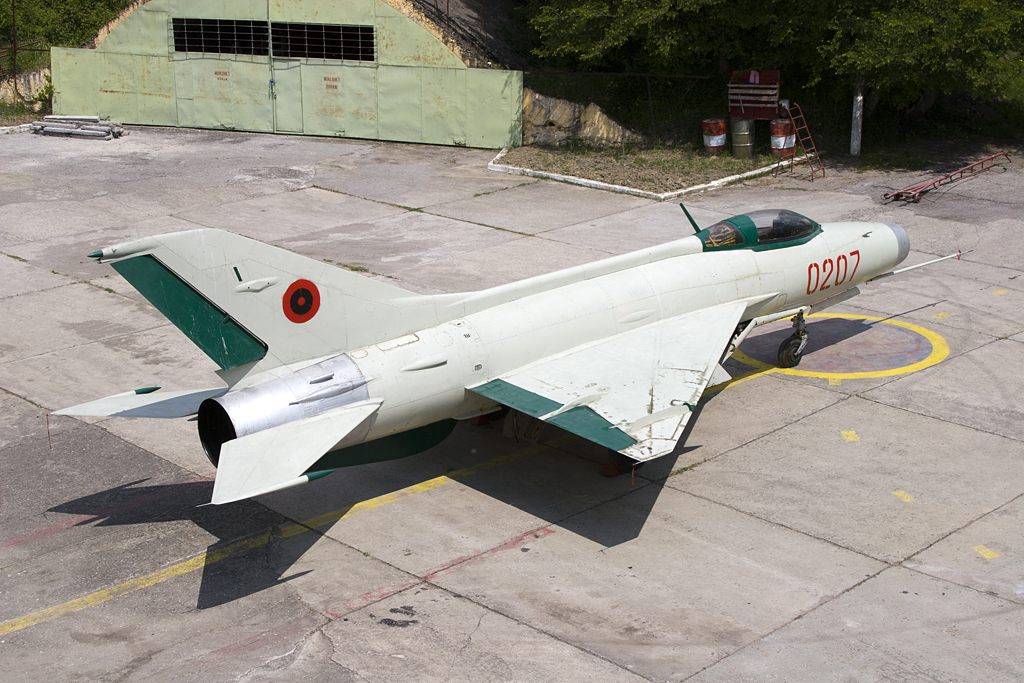
殲7